# Mesentere (zoologia)

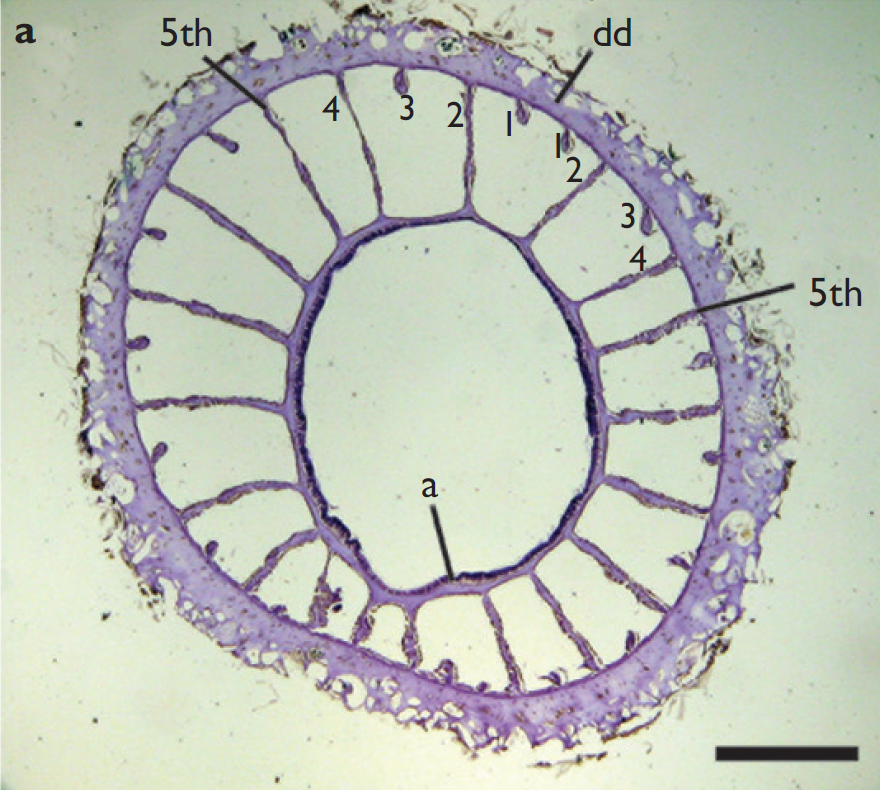
Sezione trasversale di Terrazoanthus onoi (Zoantharia: Hydrozoanthidae) che mostra mesenteri completi e incompleti.

In zoologia, un mesentere è una membrana all'interno della cavità corporea di un animale. Il termine identifica diverse strutture in diversi phyla: nei vertebrati è una doppia piega del peritoneo che racchiude l'intestino; in altri organismi forma partizioni complete o incomplete della cavità corporea, sia quella celomatica che, come negli Anthozoa, la cavità gastrovascolare.
Etimologicamente il termine mesentere deriva dal greco mέσος, nel mezzo, ed ἔντερον, intestino.

## Vertebrati
Nei vertebrati, un mesentere è una membrana costituita da una doppia piega di peritoneo che racchiude gli intestini e i loro organi associati e li collega alla parete dorsale della cavità addominale. Negli invertebrati, un mesentere è un supporto o una divisione in una cavità del corpo che svolge una funzione simile ai mesenteri dei vertebrati.

## Bilateria
Negli organismi bilateralmente simmetrici c'è spesso un mesentere maggiore che separa le due metà del celoma. In organismi segmentati, come i lombrichi, è presente una coppia di cavità celomiche in ciascun segmento. Il mesotelio della parete del corpo si estende attorno all'intestino centrale per formare un mesentere, una divisione longitudinale nel piano sagittale. Sopra l'intestino si trova il mesentere dorsale e sotto l'intestino, il mesentere ventrale. La divisione trasversale tra i segmenti separati è nota come setto.

## Cnidaria

Dissezione di un anemone di mare
5 – mesentere completo;
6 – cinclido;
7 – aconzio;
10 – mesentere incompleto;
11 – uno dei due osti.

Nel phylum Cnidaria e nella classe Anthozoa, i mesenteri sono partizioni simili a fogli che si estendono dalla parete del corpo dell'animale nella sua cavità gastrovascolare. Sono composti da uno strato di mesoglea inserito tra due strati di gastrodermide. Possono essere "completi", unendo il gastroderma della parete del corpo con quello della faringe, o "incompleti", estendendosi solo in parte nella cavità. Quando il mesentere è completo, cioè si estende dalla parete del corpo alla base della faringe, si chiama macrocnema. Mentre quando il mesentere è incompleto, si chiama microcnema (in sostituzione sono talvolta utilizzati i termini "perfetto" e "imperfetto"). Si estendono dal disco pedale al disco orale e ci sono due perforazioni o osti vicino al disco orale. I mesenteri sono generalmente in coppia. Il bordo libero dei mesenteri incompleti si ispessisce per formare bande ghiandolari e ciliate chiamate filamenti mesenterici.
Le estremità inferiori dei filamenti mesenterici hanno delle appendici retrattili dette aconzi che sono armate con nematocisti (cellule urticanti) e possono sporgere attraverso dei piccoli fori (detti cinclidi) nella parete del corpo o dalla bocca. Le gonadi sono situate sui mesenteri accanto ai filamenti mesenterici.
Nelle madrepore dell'ordine Scleractinia, sono presenti mesenteri disposti radialmente in coppie che si sviluppano ciclicamente. I mesenteri depositano carbonato di calcio che forma una cresta pietrosa, il setto, tra ogni coppia di mesenteri e costruisce il corallite, la coppa in cui si trova il polipo.
Le anemoni di mare, ordine Actiniaria, hanno almeno otto mesenteri completi e un numero variabile di incompleti vicino alla base. Il significato funzionale dei mesenteri negli anemoni di mare non è chiaro. I loro margini sono coinvolti solo in una quantità limitata di digestione e assorbimento, quindi la loro funzione principale potrebbe essere quella di fornire supporto per aiutare l'animale a mantenere la sua forma.
I coralli dell'ordine Alcyonacea hanno otto mesenteri primari che si alternano con gli otto tentacoli. I mesenteri sono completi e non accoppiati e portano filamenti unilobati.